# 알마사드
111번째 수라 알마사드는 총 다섯 구절이 있는 장이다.
본 장엔 무함마드의 선교와 이슬람에 관한 사람들의 믿음에 훼방을 놓은 아부라합을 소재로 한 내용이 담겨 있다.
그리고 그 내용은 사악한 아부라합의 아내가 동앗줄에 묶여 불지옥으로 간다는 것을 암시하며 끝을 맺는다.
111:0 비스밀라히르-라흐마니르-라힘
111:1 아불라하브(Abu Lahab)의 손이 멸망하고 그가 파멸할 것이며
111:2 그의 재물과 그가 얻은 것이 그에게 유익하지 못하리니(소용이 없을 것이리니)
111:3 그는 타오르는 화염의 불지옥에 이르게 될 것이라.
111:4 그의 아내는 (비방과 모함의 벌로) 연료로 쓰일 목재를 운반할 것이요,
111:5 그녀의 목에는 단단히 꼬인 동아줄이 감기리라.
| 이 전 알 나스르 | 수라 111 (아랍어 원문) | 다 음 알이클라스 |
| 1 2 3 4 5 6 7 8 9 10 11 12 13 14 15 16 17 18 19 20 21 22 23 24 25 26 27 28 29 30 31 32 33 34 35 36 37 38 39 40 41 42 43 44 45 46 47 48 49 50 51 52 53 54 55 56 57 58 59 60 61 62 63 64 65 66 67 68 69 70 71 72 73 74 75 76 77 78 79 80 81 82 83 84 85 86 87 88 89 90 91 92 93 94 95 96 97 98 99 100 101 102 103 104 105 106 107 108 109 110 111 112 113 114 |                        |                  |